# Diphyus micramoenus
Diphyus micramoenus är en stekelart som först beskrevs av Heinrich 1961.  Diphyus micramoenus ingår i släktet Diphyus och familjen brokparasitsteklar. Inga underarter finns listade i Catalogue of Life.